# Nicolas Winding Refn

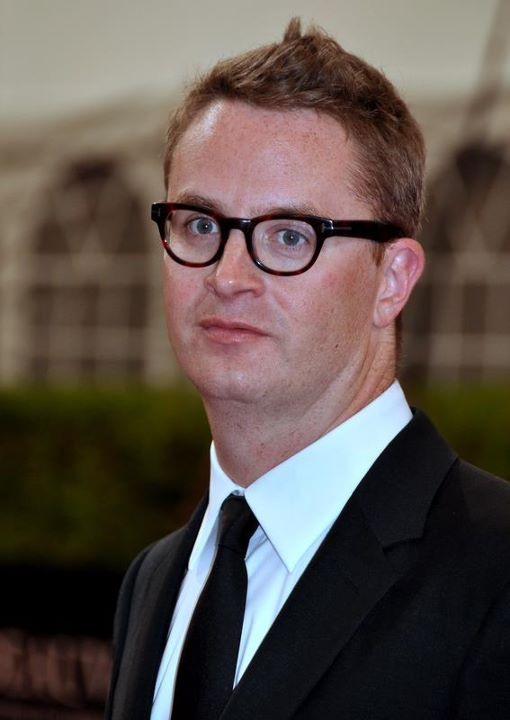
Nicolas Winding Refn beim Festival des amerikanischen Films in Deauville (2011)

Nicolas Winding Refn [neɡolas vendeŋ ˈʁɛfn̩] (dänisch) (* 29. September 1970 in Kopenhagen) ist ein dänischer Filmregisseur und Drehbuchautor.

## Leben und Wirken
Der Sohn der dänischen Kamerafrau Vibeke Winding und des Filmregisseurs und Cutters Anders Refn wuchs ab dem achten Lebensjahr in den USA auf. Nach seinem Schulabschluss, den er in Dänemark machte, besuchte er in New York die American Academy of Dramatic Arts. Er beendete die dortige Ausbildung aber nicht. Im Jahr 1996 gab Winding Refn mit dem Film Pusher sein Debüt als Regisseur und Drehbuchautor. Die Hauptrollen übernahmen Kim Bodnia und der damals relativ unbekannte Mads Mikkelsen, für den es die erste Hauptrolle war. Drei Jahre später wurde Winding Refn mit seinem zweiten Film Bleeder erstmals auch als Produzent tätig. Bodnia und Mikkelsen waren auch hier dabei.
2003 drehte Winding Refn mit Fear X seinen ersten englischsprachigen Film. Der Film bedeutete auf Grund seines Misserfolges den finanziellen Ruin des Regisseurs. In der Folge war er 2004 nach eigener Aussage gezwungen, Pusher II und Pusher 3 innerhalb eines Jahres zu drehen. Pusher II, die Fortsetzung seines erfolgreichen Debüts, wurde für die wichtigsten dänischen Filmpreise Bodil und Robert nominiert. Im Jahr 2005 folgte mit Pusher 3 den Abschluss der Trilogie, 2007 entstand mit Marple: Nemesis ein Fernsehfilm, der in Großbritannien produziert wurde.
2008 widmete Nicolas Winding Refn dem britischen Schwerverbrecher und späteren Outsider Artist Charlie Bronson den Film Bronson. Dieser Film war die erste Zusammenarbeit mit dem Filmeditor Matthew Newman. Diese Verbindung hält bis heute an (Stand Juli 2019). 2010 folgte das wieder mit Mads Mikkelsen besetzte Wikinger-Epos Walhalla Rising. Für den amerikanischen Thriller Drive (2011), in dem Ryan Gosling einen namenlosen Hollywood-Stuntman und Gelegenheitsfluchtwagenfahrer bei Überfällen mimt, gewann Winding Refn den Regiepreis der Internationalen Filmfestspiele von Cannes. Dieser Film bildet die Ausnahme in Winding Refns bisherigem Schaffen, da das Drehbuch nicht von ihm stammt.
2012 drehte er in Bangkok den Thriller Only God Forgives. Der Film war 2013 für die Goldene Palme bei den Internationalen Filmfestspielen von Cannes nominiert. Eine dritte Nominierung für den Hauptpreis von Cannes errang er 2016 beim 66. Filmfestival für The Neon Demon. 2017 wurde publik, dass der Regisseur eine zehnteilige Krimiserie mit dem Titel Too Old to Die Young über die kriminelle Unterwelt von Los Angeles für Amazon drehen werde. Die Serie, die Refn gemeinsam mit dem Comicautor und -zeichner Ed Brubaker schrieb, wurde am 14. Juni 2019 auf dem Streaming-Portal Prime Video veröffentlicht. Am 27. Juli 2019 wurde bekannt, dass die Serie nach nur einer Staffel eingestellt wird.
2016 wurde Refn als eine von 683 Persönlichkeiten von der Academy of Motion Picture Arts and Sciences als Neumitglied eingeladen. Im gleichen Jahr war er Jurypräsident des MyFrenchFilmFestivals.
Nicolas Winding Refn arbeitete auch als Werbefilmregisseur. Für seine TV-Spots für Tuborg gewann er einen Danish Advertising Award. 2017 rief er zusammen mit einigen Partnern, u. a. dem Harvard Film Archive und MUBI, den Streamingdienst byNWR.com ins Leben. Das Angebot mit Schwerpunkt auf abseitigen Filmen ist kostenlos. Laut eigener Aussage finanziert Winding Refn Filmrestaurationen für byNWR.com durch seine Arbeiten für die Werbebranche.
Winding Refn ist mit der drei Jahre jüngeren dänischen Schauspielerin Liv Corfixen verheiratet, die in einigen seiner Filme Nebenrollen spielt. Er ist farbenblind und kann laut eigenen Angaben keine mittleren Farbtöne erkennen. Das Handicap hat wesentlichen Einfluss auf die visuelle Gestaltung seiner Filme, da er oft mit harten Kontrasten arbeitet.

## Filmografie
- 1996: Pusher
- 1999: Bleeder
- 2003: Fear X
- 2004: Pusher II
- 2005: Pusher 3
- 2007: Agatha Christie’s Marple: Kurz vor Mitternacht (Marple: Towards Zero)
- 2007: Agatha Christie’s Marple: Das Schicksal in Person (Marple: Nemesis)
- 2008: Bronson
- 2009: Walhalla Rising (Valhalla Rising)
- 2011: Drive
- 2013: Only God Forgives
- 2016: The Neon Demon
- 2019: Too Old to Die Young (Fernsehserie)
- 2022: Copenhagen Cowboy (Fernsehserie)
- 2023: Circus Maximus
- 2023: The Famous Five (Fernsehserie)

## Auszeichnungen
- 2011 Internationale Filmfestspiele von Cannes: Beste Regie für Drive
- 2019 Film Festival Cologne: Filmpreis Köln